# Carbes
Carbes est une commune française située dans le département du Tarn, en région Occitanie. Sur le plan historique et culturel, la commune est dans le Castrais, un territoire essentiellement agricole, entre la rive droite de l'Agout au sud et son affluent, le Dadou, au nord.
Exposée à un climat océanique altéré, elle est drainée par le ruisseau d'Auques et par divers autres petits cours d'eau.
Carbes est une commune rurale qui compte 241 habitants en 2022, après avoir connu une forte hausse de la population depuis 1975. Elle fait partie de l'aire d'attraction de Castres. Ses habitants sont appelés les Carbais ou  Carbaises.

## Géographie

### Localisation
Commune de l'aire urbaine de Castres située au nord-ouest de Castres et au sud-ouest de Vielmur-sur-Agout.

### Communes limitrophes
Les communes limitrophes sont  Castres, Fréjeville, Jonquières et Vielmur-sur-Agout.
|                   | Jonquières |         |
| Vielmur-sur-Agout | Carbes     | Castres |
|                   | Fréjeville |         |

### Hydrographie
La commune est dans le bassin de la Garonne, au sein du bassin hydrographique Adour-Garonne. Elle est drainée par le ruisseau d'Auques, un bras de l'Aucos, l'Aybes, le ruisseau de Prats Nauts et par divers petits cours d'eau, qui constituent un réseau hydrographique de 13 km de longueur totale,.

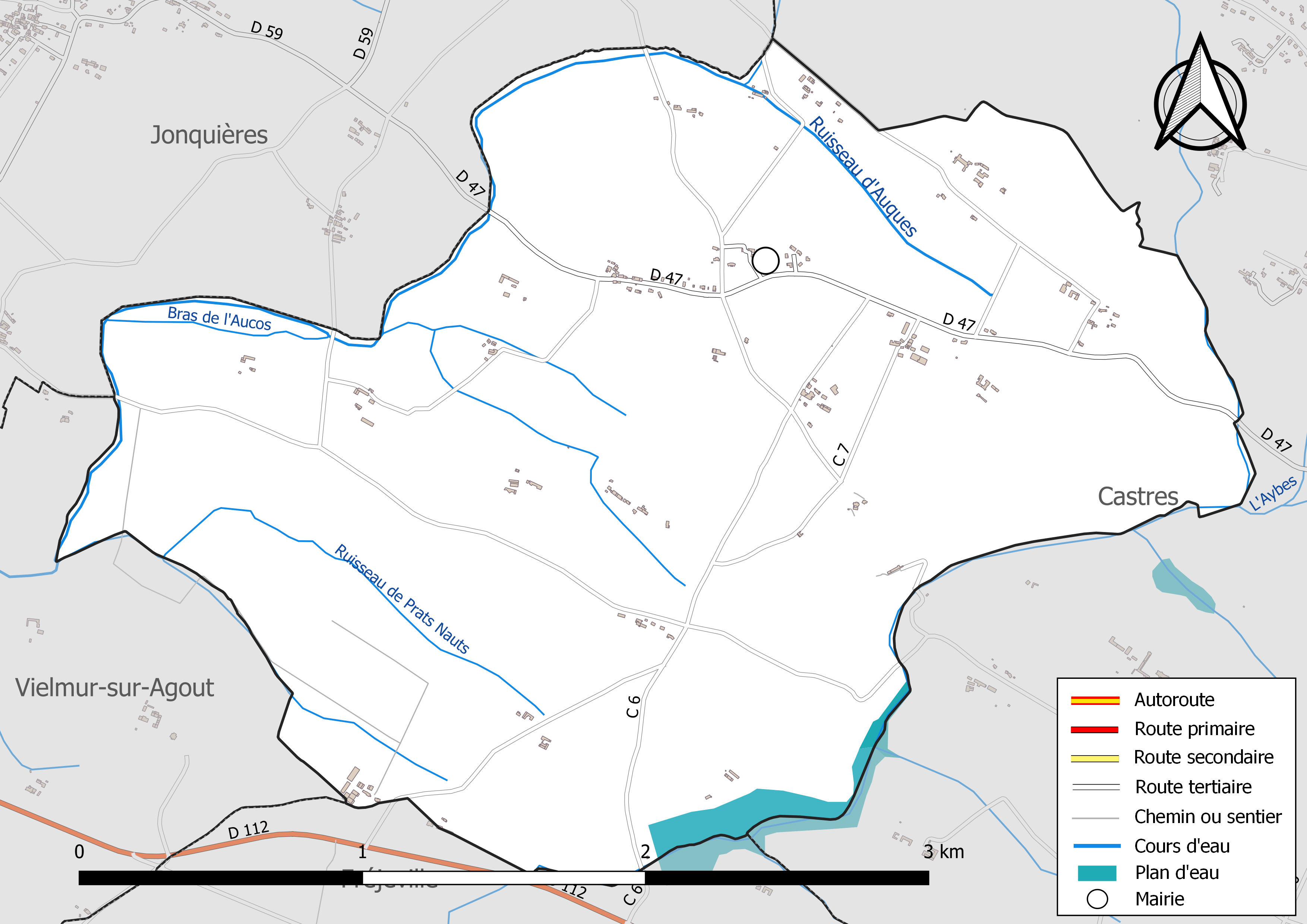
Réseaux hydrographique et routier de Carbes.

### Climat
Pour des articles plus généraux, voir Climat de l'Occitanie et Climat du Tarn.
En 2010, le climat de la commune est de type climat du Bassin du Sud-Ouest, selon une étude du Centre national de la recherche scientifique s'appuyant sur une série de données couvrant la période 1971-2000. En 2020, Météo-France publie une typologie des climats de la France métropolitaine dans laquelle la commune est exposée à un climat océanique altéré et est dans la région climatique Aquitaine, Gascogne, caractérisée par une pluviométrie abondante au printemps, modérée en automne, un faible ensoleillement au printemps, un été chaud (19,5 °C), des vents faibles, des brouillards fréquents en automne et en hiver et des orages fréquents en été (15 à 20 jours).
Pour la période 1971-2000, la température annuelle moyenne est de 13,2 °C, avec une amplitude thermique annuelle de 15,8 °C. Le cumul annuel moyen de précipitations est de 735 mm, avec 10,5 jours de précipitations en janvier et 5,5 jours en juillet. Pour la période 1991-2020, la température moyenne annuelle observée sur la station météorologique de Météo-France la plus proche, « Puylaurens », sur la commune de Puylaurens à 14 km à vol d'oiseau, est de 14,4 °C et le cumul annuel moyen de précipitations est de 782,0 mm. 
La température maximale relevée sur cette station est de 42,5 °C, atteinte le 13 août 2003 ; la température minimale est de −16,5 °C, atteinte le 16 janvier 1985,,.
Les paramètres climatiques de la commune ont été estimés pour le milieu du siècle (2041-2070) selon différents scénarios d'émission de gaz à effet de serre à partir des nouvelles projections climatiques de référence DRIAS-2020. Ils sont consultables sur un site dédié publié par Météo-France en novembre 2022.

### Milieux naturels et biodiversité
Aucun espace naturel présentant un intérêt patrimonial n'est recensé sur la commune dans l'inventaire national du patrimoine naturel,,.

## Urbanisme

### Typologie
Au 1er janvier 2024, Carbes est catégorisée commune rurale à habitat dispersé, selon la nouvelle grille communale de densité à sept niveaux définie par l'Insee en 2022.
Elle est située hors unité urbaine. Par ailleurs la commune fait partie de l'aire d'attraction de Castres, dont elle est une commune de la couronne,. Cette aire, qui regroupe 55 communes, est catégorisée dans les aires de 50 000 à moins de 200 000 habitants,.

## Histoire
La commune a fait l'objet d'une importante visibilité de la part de la presse après l'écrasement d'un avion en 1984.
Le territoire de Carbes avec son village ont fait partie de la vicomté de Lautrec de l'an 944 jusqu'à la Révolution française. Commune rurale, la localité était antérieurement une « paroisse » dont l'église remonte au XVIe siècle.
Les habitants « les Carbais », vivaient essentiellement du terroir, avec quelques spécialités locales : tisserands, tailleurs d'habits, maçons, charpentiers, charrons, meuniers, forgerons, cultivateurs d’ail et joueurs de foot.
Carbes a subi de nombreuses mutations en matière d'agriculture : remembrement, développement de l'irrigation qui n'ont cessé de modifier le paysage environnant.
Les cultes à la mémoire des défunts ont contribué à une vie religieuse importante sur une « terre de tradition ».
Saint-Martin de Carbes et les peintures de Maurice Garrigues :
La petite église (du XVIe ou XVIIe siècle), isolé sur un vallonnement, accolée au cimetière à l'écart du village, ne possède pas de clocher. Elle est surmontée d'une curieuse ferronnerie destinée à supporter la cloche…
Profondément croyant et passionné d'art sacré, très au fait des dernières réalisations (Assy, Vence…), enthousiasmé par le projet, il y consacre tous ses lundis et jours de congé, ne s'arrêtant que pour déjeuner sur le parvis.
Devant le succès rencontré par les peintures, il lui est ensuite demandé de décorer le baptistère, qu'il réalise à la fresque (imprégnation de la peinture dans la ciment frais).

### Héraldique
| Carbes | Son blasonnement est : Cinq points de sable équipolés à quatre d'or. |

## Politique et administration
| Période                                  | Période | Identité       | Étiquette | Qualité |
| ---------------------------------------- | ------- | -------------- | --------- | ------- |
| mars 2001                                |         | Francois Ségur |           |         |
| Les données manquantes sont à compléter. |         |                |           |         |

## Démographie
| 1793 | 1800 | 1806 | 1821 | 1831 | 1836 | 1841 | 1846 | 1851 |
| ---- | ---- | ---- | ---- | ---- | ---- | ---- | ---- | ---- |
| 370  | 312  | 342  | 354  | 396  | 405  | 375  | 376  | 386  |

| 1856 | 1861 | 1866 | 1872 | 1876 | 1881 | 1886 | 1891 | 1896 |
| ---- | ---- | ---- | ---- | ---- | ---- | ---- | ---- | ---- |
| 339  | 365  | 351  | 371  | 330  | 308  | 298  | 278  | 273  |

| 1901 | 1906 | 1911 | 1921 | 1926 | 1931 | 1936 | 1946 | 1954 |
| ---- | ---- | ---- | ---- | ---- | ---- | ---- | ---- | ---- |
| 274  | 287  | 267  | 229  | 220  | 213  | 213  | 218  | 218  |

| 1962 | 1968 | 1975 | 1982 | 1990 | 1999 | 2005 | 2006 | 2010 |
| ---- | ---- | ---- | ---- | ---- | ---- | ---- | ---- | ---- |
| 162  | 153  | 126  | 135  | 163  | 182  | 186  | 194  | 177  |

| 2015 | 2020 | 2022 | - | - | - | - | - | - |
| ---- | ---- | ---- | - | - | - | - | - | - |
| 225  | 233  | 241  | - | - | - | - | - | - |

## Économie

### Revenus
En 2018, la commune compte 95 ménages fiscaux, regroupant 252 personnes. La médiane du revenu disponible par unité de consommation est de 23 130 € (20 400 € dans le département).

### Emploi
|                | 2008  | 2013  | 2018 |
| -------------- | ----- | ----- | ---- |
| Commune        | 5,2 % | 7 %   | 3 %  |
| Département    | 8,2 % | 9,9 % | 10 % |
| France entière | 8,3 % | 10 %  | 10 % |

En 2018, la population âgée de 15 à 64 ans s'élève à 131 personnes, parmi lesquelles on compte 85,1 % d'actifs (82,1 % ayant un emploi et 3 % de chômeurs) et 14,9 % d'inactifs,. Depuis 2008, le taux de chômage communal (au sens du recensement) des 15-64 ans est inférieur à celui de la France et du département.
La commune fait partie de la couronne de l'aire d'attraction de Castres, du fait qu'au moins 15 % des actifs travaillent dans le pôle,. Elle compte 31 emplois en 2018, contre 24 en 2013 et 36 en 2008. Le nombre d'actifs ayant un emploi résidant dans la commune est de 109, soit un indicateur de concentration d'emploi de 28,1 % et un taux d'activité parmi les 15 ans ou plus de 64,2 %.
Sur ces 109 actifs de 15 ans ou plus ayant un emploi, 19 travaillent dans la commune, soit 17 % des habitants. Pour se rendre au travail, 87,4 % des habitants utilisent un véhicule personnel ou de fonction à quatre roues, 3,6 % s'y rendent en deux-roues, à vélo ou à pied et 9 % n'ont pas besoin de transport (travail au domicile).

### Activités hors agriculture
17 établissements sont implantés  à Carbes au 31 décembre 2019.
Le secteur de la construction est prépondérant sur la commune puisqu'il représente 35,3 % du nombre total d'établissements de la commune (6 sur les 17 entreprises implantées  à Carbes), contre 12,5 % au niveau départemental.

### Agriculture
|               | 1988 | 2000 | 2010 | 2020 |
| ------------- | ---- | ---- | ---- | ---- |
| Exploitations | 21   | 17   | 9    | 9    |
| SAU (ha)      | 583  | 635  | 736  | 553  |

La commune est dans la « plaine de l'Albigeois et du Castrais », une petite région agricole occupant le centre du département du Tarn. En 2020, l'orientation technico-économique de l'agriculture  sur la commune est l'exploitation de grandes cultures (hors céréales et oléoprotéagineuses). Neuf exploitations agricoles ayant leur siège dans la commune sont dénombrées lors du recensement agricole de 2020 (21 en 1988). La superficie agricole utilisée est de 553 ha,,.

## Culture locale et patrimoine

### Lieux et monuments
- L'église Saint-Martin de Carbes : église du XVIe et XVIIe siècles, elle arbore un clocher en ferronnerie et son intérieur est décoré des peintures murales de l'artiste castrais Maurice Garrigues, peintes dans les années 1950[23],[24].

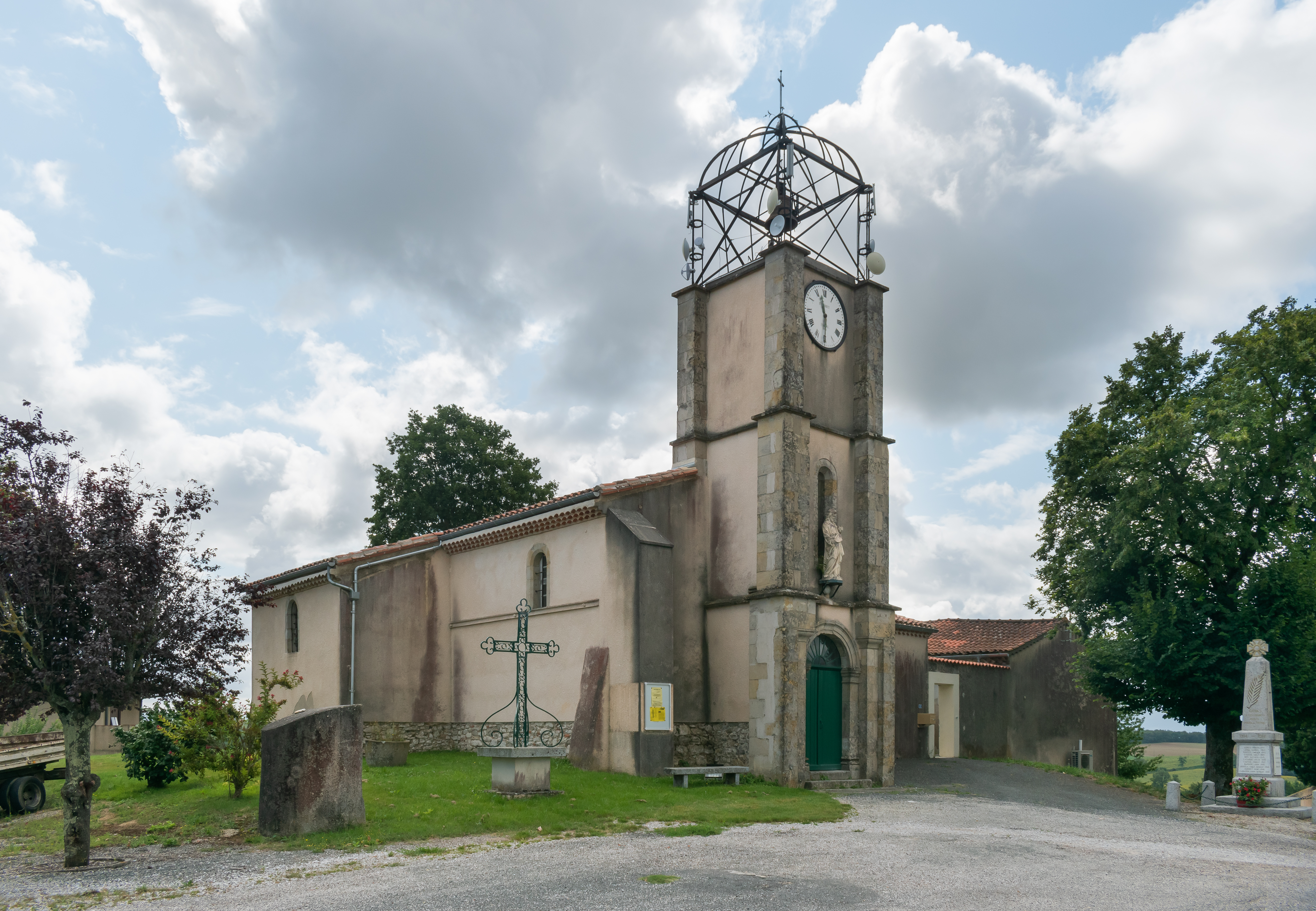
Église Saint Martin de Carbes

### Personnalités liées à la commune
- Bernard Carayon de Lagaye, député du Tarn, originaire du lieu-dit de la Gaye à Carbes.